# کوتاهی قد
بیشتر آنهایی که کوتاه‌قد هستند مانند بیماری خاصی ندارند، بلکه والدین کوتاهی دارند یا تأخیر رشد دارند و در بزرگ‌سالی به قد مناسب می‌رسند.
دیابتی که در دورهٔ کودکی آغاز شود باعث کوتاه‌قدی می‌شود، اما تشخیص به‌موقع و درمان از شدت کوتاهی قد می‌کاهد.